# James Rainwater
Leo James Rainwater (9. december 1917 – 31. december 1986) var en amerikansk fysiker, der modtog nobelprisen i kemi sammen med Aage Bohr og Ben Roy Mottelson, for sit arbejde med at fastlægge de asymmetriske former på visse atomkerner.
Under anden verdenskrig arbejdede han på Manhattan Project, der udviklede den første atombombe. I 1949 begyndte han at udvikle sin teori om, at ikke alle atomkerne var sfæriske, hvilket modsagde den gængse opfattelse på dette tidspunkt. Hans ideer blev senere testet og bekræftet af Aage Bohr og Ben Mottelsons eksperimenter. Han bidrog også med den videnskabelige undersøgelse af røntgenstråling og deltog i United States Atomic Energy Commission og marine forskningsprojekter.
Rainwater blev ansat på Columbia University i 1946 og blev udnævnt som professor i 1952. Han fik stillingen som Pupin Professor of Physics i 1982. Han modtog Ernest Orlando Lawrence Award for fysik i 1963 og nobelprisen i fysik "for opdagelsen af forbindelsen mellem kollektiv bevægelse og partikelbevægelse i atomkerner og udviklingen af teorien for strukturen i atomkerner baseret på denne forbindelse".